# Tom (Zeja)
A Tom (oroszul: Томь) folyó Oroszország ázsiai, távol-keleti részén, az Amuri területen; a Zeja bal oldali mellékfolyója. Felső folyásának neve: Tomszkaja Rosszosina.

## Földrajz
Hossza: 433 km, vízgyűjtő területe: 16 000 km², évi közepes vízhozama a torkolatnál: 90,8 m³/s.
A Turana-hegység nyugati oldalán ered. Kezdetben hegyi jellegű folyó, majd a Zeja–Bureja-síkságon folyik végig, ahol több mellékágra bomlik.
Vízgyűjtője monszun által érintett terület, ezért – elsősorban nyáron és összel – sok csapadékot kap. A folyót főként esővíz táplálja. Tavaszi és nyári árvize van, magasvize októberig elhúzódik. Október végén vagy november elején befagy, és április végéig jég borítja.
Partján fekszik Belogorszk város, az azonos nevű város székhelye.
Nagyobb bal oldali mellékfolyója a Tasina (182 km) és az Aleun (207 km).